# Cantó de Saint-Martin-en-Bresse
El cantó de Saint-Martin-en-Bresse és un cantó francès del departament de Saona i Loira, situat al districte de Chalon-sur-Saône. Té 9 municipis i el cap és Saint-Martin-en-Bresse.

## Municipis
- Allériot
- Bey
- Damerey
- Guerfand
- Montcoy
- Saint-Didier-en-Bresse
- Saint-Martin-en-Bresse
- Saint-Maurice-en-Rivière
- Villegaudin

## Història
| Data d'elecció                           | Identitat       | Partit               | Qualitat |
| ---------------------------------------- | --------------- | -------------------- | -------- |
| 1945-1976                                | M. Michelin     | radical, després MRG |          |
| 1976-1982                                | M. Humblot      | UDF                  |          |
| 1982-2001                                | André Juillard  | PCF                  |          |
| 2001-                                    | Jean-Luc Voiret | PS PRG               |          |
| les dades anteriors no són pas conegudes |                 |                      |          |
|                                          |                 |                      |          |

## Demografia
| A partir de 1990: Població sense dobles comptes |